# Erhard W. Fischer
Erhard Wolfgang Fischer (* 16. Februar 1929 in Wiederau; † 13. März 2011) war ein deutscher Physiker.
Erhard Fischer war Schüler des Königin-Carola-Gymnasiums in Leipzig. Er studierte Physik und wurde 1957 an der TH Stuttgart promoviert. 1962 habilitierte er sich an der Universität Mainz. Nach zahlreichen Auslandsaufenthalten, vor allem in den USA, war er von 1966 bis 1987 Professor für Physikalische Chemie an der Universität Mainz. 
Er war einer der Gründungsdirektoren des Max-Planck-Instituts für Polymerforschung in Mainz. Von 1983 bis zu seiner Emeritierung 1997 war er Direktor der Abteilung Physik der Polymere.
Fischer hat maßgebliche Grundlagenforschung im Feld der Kunststoffe betrieben. Er wurde zahlreich geehrt, wie durch die Alexander von Humboldt-Stiftung, die American Physical Society und die Japanese Society of Polymer Science. Er erhielt eine Ehrendoktorwürde der Universität San Sebastian.